# Deadly Creatures
Deadly Creatures è un videogioco d'azione sviluppato da Rainbow Studios e pubblicato nel 2009 da THQ per Wii.

## Modalità di gioco
In Deadly Creatures è possibile controllare uno scorpione o una tarantola. La voce narrante è affidata a Billy Bob Thornton e Dennis Hopper.